# Konstantin von der Pahlen (Politiker, 1830)

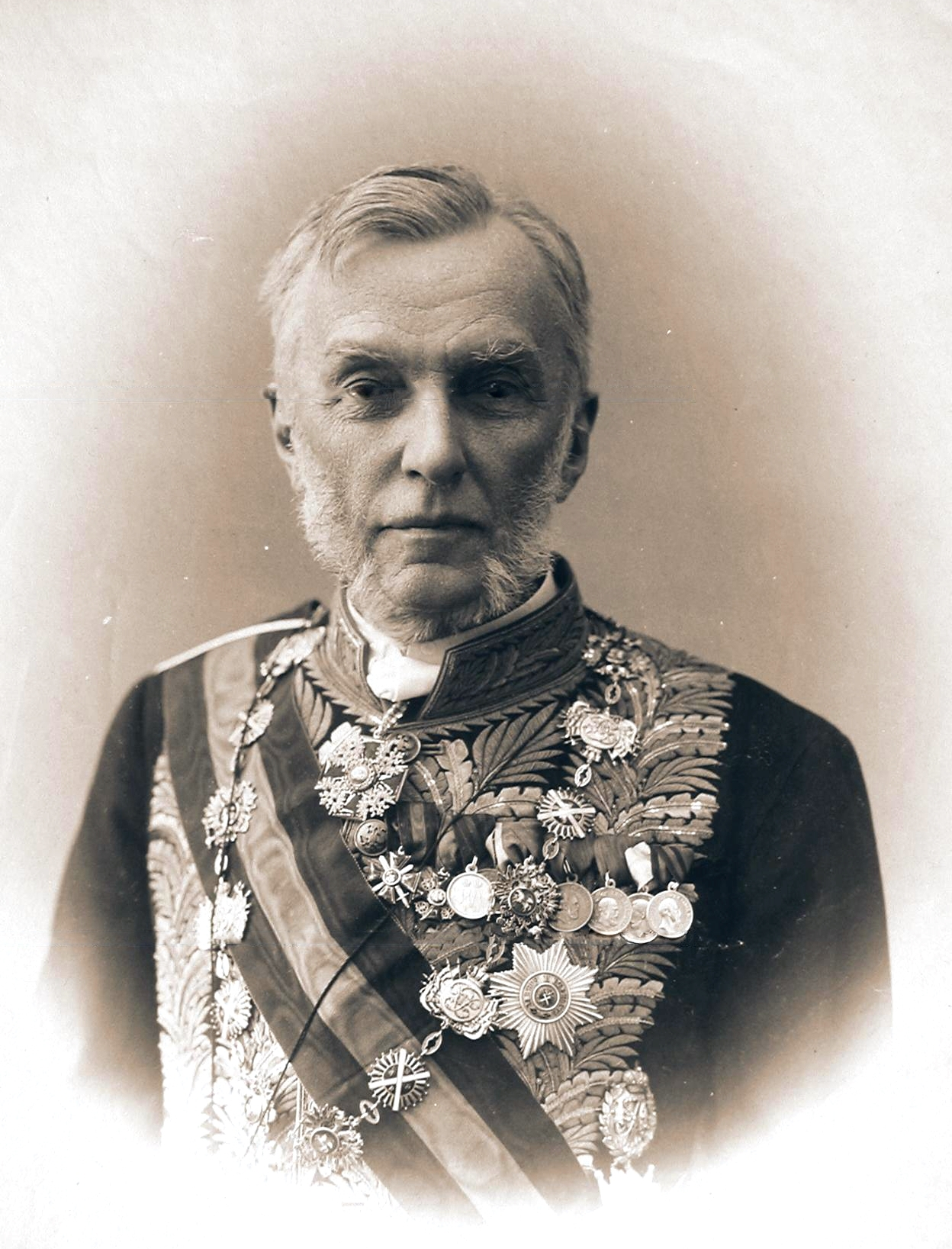
Konstantin Graf von der Pahlen

Graf Magnus Konstantin Ferdinand von der Pahlen (russisch Константин Иванович Пален;  * 19. Novemberjul. / 1. Dezember 1830greg. in Mitau; † 19. Apriljul. / 2. Mai 1912greg. in St. Petersburg) war ein russischer Justizminister.

## Leben

### Herkunft und Familie
Konstantin war Angehöriger der kurländischen Grafen von der Pahlen. Seine Eltern waren der russische Garde-Kapitän und Majoratsherr auf Kautzemünde, Johann Graf von der Pahlen (1784–1856) und Sophia, geborene Gräfin von Medem (1799–1872).
Er vermählte sich 1857 in St. Petersburg mit einer Tochter von General Karl Wilhelm von Toll (1777–1842), Hoffräulein der Kaiserin und Katharinen-Ordens-Dame, Helene Gräfin von Toll (1832–1910). Aus der Ehe sind sieben Kinder hervorgegangen.
- Marie (1858–1927), Hoffräulein der Kaiserin
- Peter (1859–1912), russischer Gesandter in Den Haag
- Konstantin (1861–1923), russischer Staatsmann, ⚭ Sophie Luise Tatjana Freiin von Nikolay (1862–1943)
- Helene (1863–1952), ⚭ 1882 Theodor Baron Pilar von Pilchau (1858–1916), estländischer Landrat
- Eugenie (* 1865), Trauzeugin, ab 1884 verheiratet mit Adolf Baron Pilar von Pilchau (1851–1925), livländischer Landmarschall
- Natalie (1866–1929), ⚭ 1898 Arnold Graf von Medem (1865–1899)
- Johann (1869–1941), Kammerherr, ⚭ 1904 Karin von Schubert (1885–1952)

### Werdegang
Pahlen studierte bis 1852 in St. Petersburg Rechtswissenschaften. Hiernach wechselte er in den russischen Staatsdienst. So fand er 1854 beim Ministerium der Volksaufklärung und von 1855 bis 1861 bei der Reichskanzlei Verwendung. Im Jahre 1864 wurde er Gouverneur von Pleskau und im Jahr 1867 wurde er Gehilfe des Justizministers und Staatssekretär des Kaisers. Im selben Jahr wurde er Justizminister und blieb in dieser Stellung bis 1878. Auch im Anschluss blieb er ständiges Glied des Reichsrats. Er avancierte 1878 zum Wirklichen Geheimen Rat, war von 1880 bis 1890 Direktor der Unterstützungskasse der Evangelisch-Lutherischen Gemeinde und wurde noch 1904 zum Oberkammerherr ernannt.
Pahlen soll sich verschiedentlich, so um die Justizreform, die Durchführung des Wehrpflichtgesetzes, die Abschaffung der Kopfsteuer, die Städteordnung, die Reorganisation der Polizei uvm. verdient gemacht haben. Das Vertrauen in seine Person und die Zufriedenheit mit der Umsetzung der ihm übertragenen Aufgaben spiegelt sich ebenfalls darin wider, dass er Krönungsmarschall Alexanders III. und Oberkrönungsmarschall Nikolais II. gewesen ist.
Er war Träger des St.-Anna-Ordens III. Klasse, des St.-Wladimir-Ordens IV. und II. Klasse sowie des St.-Andreas-Ordens.
In Kurland war er im Besitz der Landgüter Groß Autz, Keweln und AltSchwarden.